# コインブラ・グループ
コインブラ・グループ (Coimbra Group) はヨーロッパの大学連盟のひとつ。1985年1月1日に創設され、1987年に憲章を採択して正式に発足した。2009年現在の加盟大学数は39。加盟大学は全て総合大学であり、多くは長い歴史と権威を有する。
グループの名称はポルトガルの都市であるコインブラと当地のコインブラ大学に由来する。
本部はベルギーのブリュッセル。

## 設立目的
加盟大学間の学術的・文化的交流を創出し、大学間の国際化、学術協力、学問・研究の向上、社会に対する奉仕を促進する目的で設立された。
- 各大学の文化的・国家的な独自性や、学問・研究上の自由を尊重しつつ、教員や学生の交換による加盟大学間の知識移転を促進し、他大学によって得られた付加価値を享受できるようにする。
  - 欧州連合 (EU) の加盟国の利を図るため、EUの高等教育や研究に参与しあるいはこれらを組織することを目的とし、EUの諸機関と協力する。
- ヨーロッパにおける高等教育の品質の向上についての議論に貢献し、加盟大学間において品質保証機構の採用を促進する。
- ヨーロッパ高等教育地域の創設と発展における原動力となる。また、ヨーロッパ高等教育地域とヨーロッパ研究地域について、加盟大学による学術的な報告を行う。
- 専門家集団と認識されることにより、加盟大学やEUの各機関に高等教育や生涯学習などの様々な分野で提言することを可能にする。
- 文化的、社会的、またスポーツにおける大学間の交流を促進する。
- 加盟大学への学生の誘致と加盟大学間の学術交流・交換を促進することを目指し、ヨーロッパの学術中心として世界的なグループを目指す。

## 加盟大学
- アイルランド
  - アイルランド国立大学ゴールウェイ校（ゴールウェイ）
  - トリニティ・カレッジ（ダブリン）
- イギリス
  - ブリストル大学（ブリストル）
  - エディンバラ大学（エディンバラ）
  - ダラム大学（ダラム）
- イタリア
  - ボローニャ大学（ボローニャ）
  - パドヴァ大学（パドヴァ）
  - パヴィア大学（パヴィア）
  - シエナ大学（シエナ）
- エストニア
  - タルトゥ大学（タルトゥ）
- オーストリア
  - グラーツ大学（グラーツ）
- オランダ
  - フローニンゲン大学（フローニンゲン）
  - ライデン大学（ライデン）
- リトアニア
  - ヴィリニュス大学（ヴィリニュス）
- スイス
  - ジュネーヴ大学（ジュネーヴ）
- スウェーデン
  - ウプサラ大学（ウプサラ）
- スペイン
  - バルセロナ大学（バルセロナ）
  - グラナダ大学（グラナダ）
  - サラマンカ大学（サラマンカ）
- チェコ
  - カレル大学（プラハ）
- デンマーク
  - オーフス大学（オーフス）
- ドイツ
  - ゲオルク・アウグスト大学ゲッティンゲン（ゲッティンゲン）
  - ルプレヒト・カール大学ハイデルベルク（ハイデルベルク）
  - フリードリヒ・シラー大学イェーナ（イェーナ）
  - ユリウス・マクシミリアン大学ヴュルツブルク（ヴュルツブルク）
- トルコ
  - イスタンブール大学（イスタンブール）
- ノルウェー
  - ベルゲン大学（ベルゲン）
- ハンガリー
  - ブダペスト大学（ブダペスト）
- フィンランド
  - オーボ・アカデミー大学（トゥルク）
  - トゥルク大学（トゥルク）
- フランス
  - リヨン大学（リヨン）
  - モンペリエ大学（モンペリエ）（モンペリエ大学は計3つの機関としてみなされる）
  - ポワティエ大学（ポワティエ）
- ベルギー
  - ルーヴェン・カトリック大学（オランダ語圏）（ルーヴェン）
  - ルーヴァン・カトリック大学（フランス語圏）（ルーヴァン＝ラ＝ヌーヴ）
- ポーランド
  - ヤギェウォ大学（クラクフ）
- ポルトガル
  - コインブラ大学（コインブラ）
- ルーマニア
  - ヤシ大学（ヤシ）
- ロシア
  - サンクトペテルブルク国立大学（サンクトペテルブルク）

## 参考
- ヨーロッパ研究大学連盟 (LERU)
- 東アジア研究型大学協会